# Cascate di Bản Giốc
Le cascate di Bản Giốc sono delle cascate situate lungo il corso del fiume Quây Sơn al confine tra il Vietnam e la Cina.

## Descrizione
La cascate si trovano in un'area carsica e presentano diversi salti intermedi.